# Longeville-sur-Mer
Longeville-sur-Mer é uma comuna francesa na região administrativa da Pays de la Loire, no departamento de Vendéia. Estende-se por uma área de 38,05 km². Em 2010 a comuna tinha 2 461 habitantes (densidade: 64,7 hab./km²).